# أندرو مببرلي
أندرو مببرلي (بالإنجليزية: Andrew Mobberly)‏ هو لاعب كرة قدم ساموي في مركز الهجوم، ولد في 10 مارس 1992 في ساموا. شارك مع منتخب ساموا لكرة القدم.

## وصلات خارجية
- أندرو مببرلي على موقع قاعدة بيانات كرة القدم.إي يو (الإنجليزية)
- أندرو مببرلي على موقع ناشيونال فوتبول تيمز (الإنجليزية)
- أندرو مببرلي على موقع Soccerway.com (الإنجليزية)